# 川島重成
川島 重成（かわしま しげなり、1938年12月 - ）は、日本の西洋古典学者。国際基督教大学名誉教授。

## 経歴
1938年、京都府で生まれた。国際基督教大学教養学部で学び、1961年に卒業。東京大学大学院に進学し西洋古典学を専攻、1963年に修士課程を修了。
同年に、東京大学教養学部助手に採用、1965年から1967年まで内村鑑三奨学生としてアマースト大学に留学。1967年から翌68年までは在アテネ・アメリカ西洋古典学研究所に留学。1969年、国際基督教大学講師、助教授、準教授を経て教授に就いた。2000年、大妻女子大学比較文化学部教授に転じた。2011年に大妻女子大学を退職した。

## 著作
著書
- 『新約聖書原典講読 ガラテヤ人への手紙』キリスト教夜間講座出版部 1973
- 『ギリシャ悲劇の人間理解 新地書房 1983
- 『西洋古典文学における内在と超越 ホメロスからパウロまで』新地書房 1986
- 『『イーリアス』ギリシア英雄叙事詩の世界』岩波書店(岩波セミナーブックス) 1991
  - 新装普及版 (岩波人文書セレクション) 2014
- 『ギリシア旅行案内』岩波書店(同時代ライブラリー) 1995
  - 改題『ギリシア紀行 歴史・宗教・文学』岩波現代文庫 2001
- 『『オイディプース王』を読む』講談社学術文庫 1996
  - 改訂改題『アポロンの光と闇のもとに：ギリシア悲劇『オイディプス王』解釈』三陸書房 2004
- 『ギリシア悲劇 神々と人間、愛と死』講談社学術文庫 1999
- 『イエスの七つの譬え 開かれた地平』三陸書房 2000
- 『ロマ書講義』教文館 2010

共編著
- 『神話・文学・聖書 西洋古典の人間理解』荒井献共編著 教文館 1977
- 『ムーサよ、語れ 古代ギリシア文学への招待』高田康成共編 三陸書房 2003

翻訳
- 『ヘラクレス』(世界古典文学全集 9) エウリーピデース著、金井毅共訳、筑摩書房 1965
  - 文庫化『ギリシア悲劇Ⅲ エウリピデス』(上) ちくま文庫 1986
- 『ヒッポリュトス』(ギリシア悲劇全集 5) エウリーピデース著、岩波書店 1990